# Corynexochida
Die Corynexochida sind eine von neun anerkannten Ordnungen der Klasse der Trilobiten. Die Vertreter dieser Ordnung, welche eine breite Spanne unterschiedlichster Charakteristiken zeigen, lebten in der Zeit zwischen dem unteren Kambrium und dem oberen Devon, an dessen Ende sie ausstarben.

## Körperbau
Bei den Trilobiten der Ordnung Corynexochida handelt es sich um mittelgroße Vertreter der Gliederfüßer. Bei maximalen Größen von knapp über 10 cm und minimalen Größen von unter 1,5 cm, ergibt sich eine durchschnittliche Größe von ungefähr 5 cm.
Wie alle anderen Vertreter der Trilobiten, lassen sich auch die Corynexochida in der Transversalebene in drei Glieder (Tagmata) unterteilen: das Kopfschild (Cephalon), den Thorax und das Schwanzschild (Pygidium).

### Kopfschild (Cephalon)
Das Cephalon der Corynexochida ist gezeichnet von ophistoparen (auf den hinteren Rand des Cephalons treffenden) Gesichtsnähten. Dies führt dazu, dass der Cranidiumrand simsartig abgesetzt wirkt. Die Glabella ist länglich oder auch stößelförmig und die Seiten leicht konkav. Mit dieser Form gleicht sie denen Protaspisstadien anderer Trilobitenordnungen. Die Glabellarfurchen verlaufen schräg, wobei die vorderen Paare stärker nach vorne ausgerichtet sind und das hintere Paar scharf rückwärts verläuft. Bei einigen Arten können die Furchen durch Rückbildung vollständig fehlen oder aber verstärkt sichtbar sein, in dem sie grubenförmig ausgebildet sind. Die Augen sind groß und bei vereinzelten Arten leicht bogenförmig. Bei einigen kambrischen Exemplaren lassen sich Augenleisten feststellen. Auf der Unterseite, auf Höhe des Kopfschildes, befindet sich das Hypostom. Dies ist bei den Vertretern der Ordnung Corynexochida conterminant bzw. impendent angeheftet.

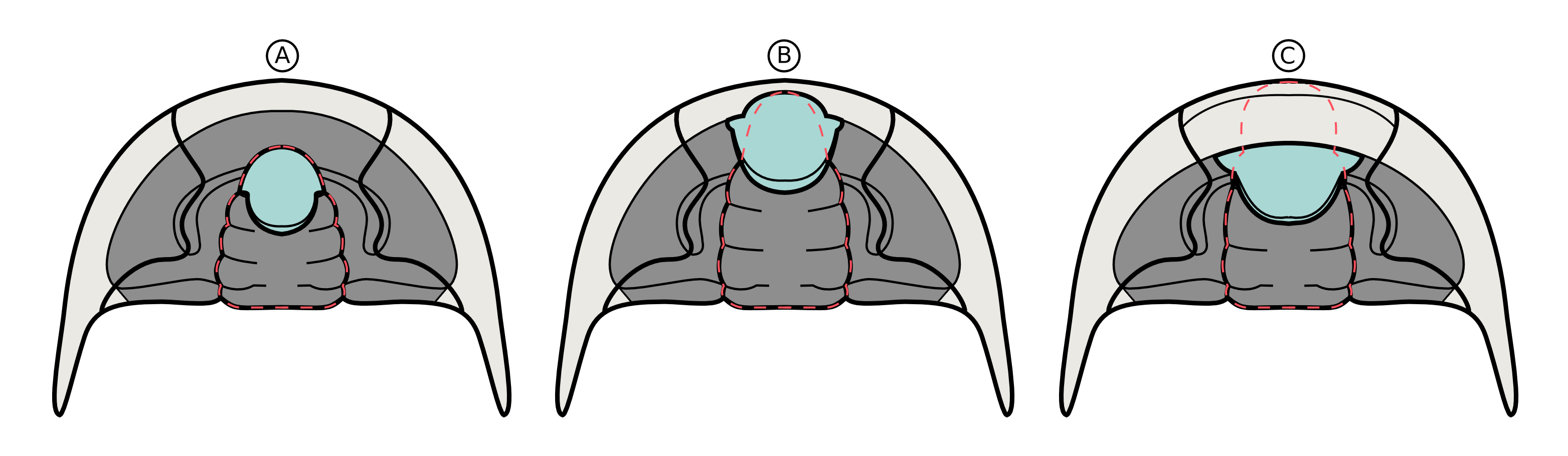
Varianten der Hypostomanheftung am Ende des Kopfschildes.A: natant, B: conterminant, C: impendent

### Thorax
Der Thorax besteht bei den Corynexochida meist aus 7 bis 8 Segmenten (Pleuren). Unter den verschiedenen Gattungen und einzelnen Arten kann die Anzahl jedoch zwischen 2 und 12 Segmenten variieren. Je weiter sich die Pleuren in der Nähe des Pygidiums befinden, desto direkter sind die Pleuralenden in dessen Richtung ausgerichtet. Die nach außen hin spitz zulaufenden Pleuralenden haben bei vielen Gattungen eine stachelartige Ausbildung. Bei einigen anderen Vertretern liegen sie jedoch eng an der nachfolgenden Pleure an und bilden so einen glatten Übergang von einer zur nächsten Pleure.

### Pygidium (Schwanzschild)
Das Pygidium hat eine Größe, welche ungefähr der des Cephalons entspricht. In einigen Fällen kann es jedoch auch geringfügig größer oder kleiner sein. Im Umriss gibt es zwischen den einzelnen Gattungen und Arten eine große Varianz. So besitzen einige Arten zum Beispiel ein bestacheltes Pygidium.

## Systematik
Im Jahr 1935 wurde die Ordnung der Corynexochina erstmals von Kobayashi benannt und als Ordnung definiert. Ihre Einordnung in die Klasse der Trilobiten geschah vermehrt ohne Beweise und wurde im Jahr 1992 erstmalig von Bengston getätigt. Im Jahr 2011 konnte die Ordnung, durch Adrain, bewiesen den Trilobiten zugeordnet werden. Durch ihre Zugehörigkeit zu den Trilobiten, lassen sich die Vertreter der Corynexochida dem Stamm der Arthropoden zuordnen.

## Unterordnungen
Die Ordnung Corynexochida hat 3 bekannte Unterordnungen: Corynexochina, Illaenina, Leiostegiina.

### Corynexochina

Darstellung der Gattung Oryctocephalus, aus der Unterordnung Corynexochina

#### Corynexochidae
Abakania, Acontheus, Bonnaspis, Chatiania, Clavigellus, Corynexochella, Corynexochina, Corynexochus, Eochatiana, Eocorynexochus, Hartshillia, Hartshillina, Milaspis, Miranella, Olinaspis, Sanaschtykgolia, Shivelicus, Trinia

#### Dinesidae
Amginoerbia, Botomella, Chakasskia, Chakasskiella, Compsocephalus, Densocephalus, Dilataspis, Dinesus, Erbia, Erbiella, Erbina, Erbiopsidella, Erbiopsis, Ghwaiella, Paraerbia, Piriforma, Pokrovskiella, Proerbia, Pseudoerbia, Pseudoerbiopsis, Rondocephalus, Tingyuania, Tollaspis, Tumulina

#### Dokimocephalidae
Acrocephalina, Alekcinella, Anemocephalus, Anuloides, Apachia, Bellaspidella, Bellaspis, Beothuckia, Burnetiella, Calocephalites, Chalfontia, Conaspis, Crusoiina, Deckera, Dellea, Delleana, Didwudina, Dokimocephalus, Fastigaspis, Glyptometopsis, Glyptometopus, Iddingsia, Jingxiania, Kindbladia, Kiowaia, Kyphocephalus, Lorrettina, Obrucheviaspis, Pinctus, Plakhinella, Pseudosaratogia, Puanella, Ritella, Saimachia, Sulcocephalus, Taenicephalina, Tatulaspis, Tchuostachia, Whittingtonella, Wilsonarella, Wuhuia, Yangweizhouia

#### Dolichometopidae
Aegunaspis, Amphoton, Anoria, Asperocare, Athabaskia, Athabaskiella, Atypicus, Basanellus, Bathyuriscidella, Bathyuriscus, Borovikovia, Centonella, Chilometopus, Chilonorria, Clavaspidella, Corynexochides, Deiradonyx, Dolicholeptus, Dolichometopsis, Dolichometopus, Drozdoviella, Erratobalticus, Ezhuangia, Fuchouia, Glossopleura, Granularaspis, Guraspis, Hanburia, Hemirhodon, Horonastes, Itydeois, Kannoriella, Klotziella, Lianhuashania, Mendospidella, Neopoliellina, Parapoliella, Poliella, Poliellaspidella, Poliellaspis, Poliellina, Politinella, Polypleuraspis, Prosymphysurus, Pseudamphoton, Ptannigania, Saimixiella, Sestrostega, Shanghaia, Sinijanella, Suvorovaaspis, Undillia, Zhenpingaspis

#### Dorypygidae
Atdabanella, Basocephalus, Bonnaria, Bonnia, Bonniella, Bonnima, Bonnioides, Bonniopsis, Dorypygaspis, Dorypyge, Dorypygina, Dorypygoides, Duyunia, Fordaspis, Hicksia, Holteria, Holyoakia, Jiuquania, Kharausnurica, Kootenia, Kooteniella, Kooteniellina, Kootenina, Liokootenia, Mengzia, Metakootenia, Namiolenoides, Neolenus, Ogygopsis, Olenoides, Paraolenoides, Popigaia, Prokootenia, Protypus, Pulvillaspis, Rabutina, Saryaspis, Shipaiella, Strettonia, Tabatopygellina, Tadjikia, Tienzhuia, Tolanaspis

#### Edelsteinaspididae
Alacephalus, Edelsteinaspis, Gelasene, Keeleaspis, Labradoria, Labradorina, Laticephalus, Litaspis, Nehanniaspis, Neoredlichina, Nodiceps, Paleofossus, Polliaxis, Torosus, Venosus

#### Jakutidae
Argasalina, Bathyuriscellus, Bathyuriscopsis, Daldynia, Gibscherella, Jakutus, Janshinicus, Jucundaspis, Judaiella, Kobdus, Lenaspis, Malykania, Manaspis, Prouktaspis, Uktaspis, Vologdinaspis

#### Oryctocephalidae
Arthricocephalus, Balangia, Barklyella, Cheiruroides, Curvoryctocephalus, Duodingia, Duyunaspis, Eoryctocephalus, Euarthricocephalus, Feilongshania, Haliplanktos, Hunanocephalus, Kunshanaspis, Lancastria, Metabalangia, Metarthricocephalus, Microryctocara, Neocheiruroides, Opsiosoryctocephalus, Oryctocara, Oryctocephalina, Oryctocephalites, Oryctocephaloides, Oryctocephalops, Oryctocephalus, Oryctometopus, Ovatoryctocara, Paleooryctocephalus, Parachangaspis, Paracheiruroides, Protoryctocephalus, Sandoveria, Shabaella, Taijiangocephalus, Teljanzella, Tonkinella, Udjanella

#### Zacanthoididae
Albertella, Albertellina, Albertelloides, Chuchiaspis, Danjiangella, Delamarina, Eozacanthoides, Fieldaspis, Mendogaspis, Mexicaspis, Micmaecopsis, Panxinella, Paralbertella, Parkaspis, Prozacanthoides, Pseudozacanthopsis, Ptarmiganoides, Qingzhenaspis, Stephenaspis, Thoracocare, Tianshanocephalus, Ursinella, Vanuxernella, Xuzhouia, Zacanthoides, Zacanthopsina, Zacanthopsis

### Illaenina

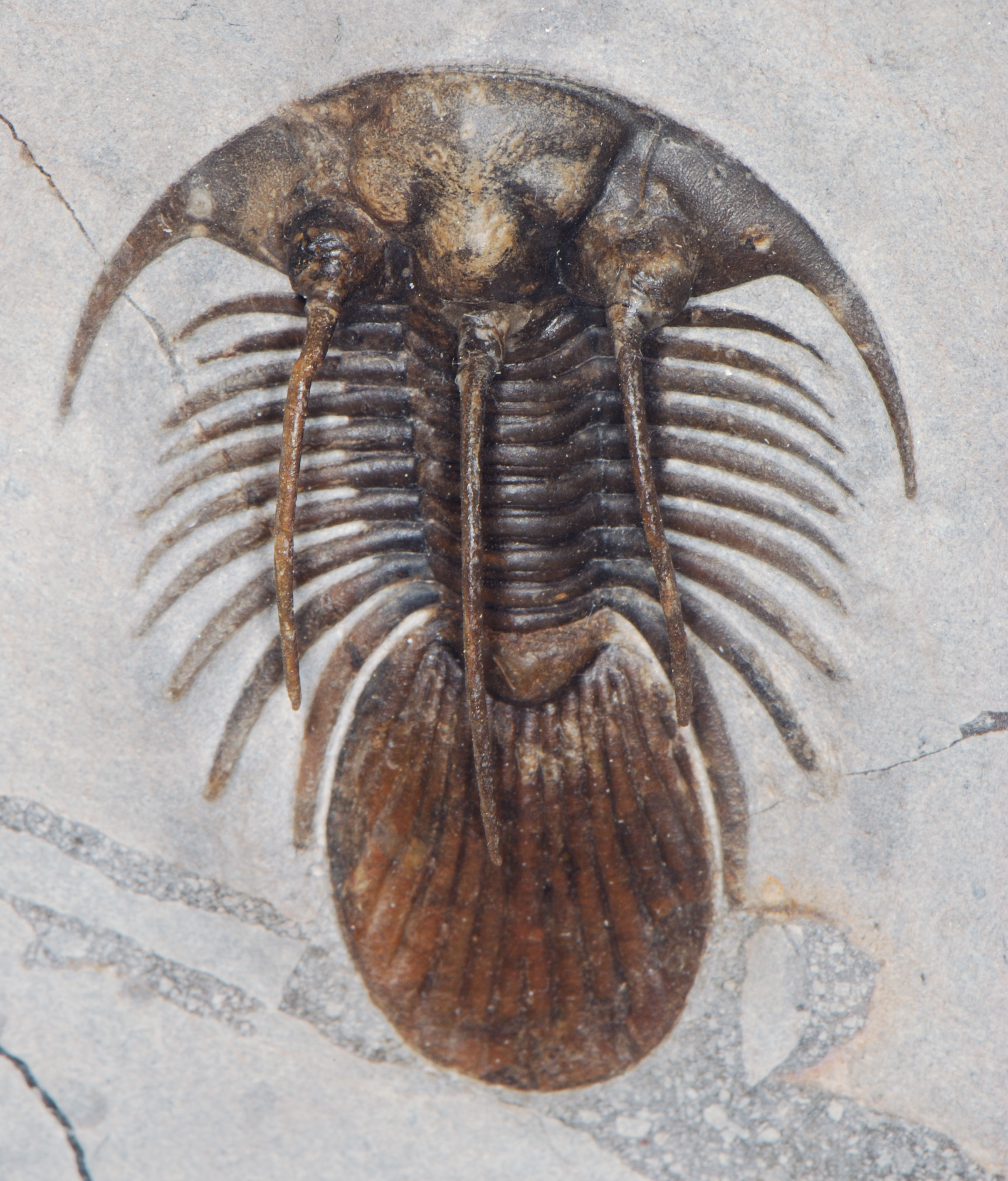
Kolihapeltis sp. aus der Unterordnung Illaenina.

#### Illaenidae
Alloillaenus, Bumastoides, Dysplanus, Ectillaenus, Harpillaenus, Hyboaspis, Illaenus, Nanillaenus, Ninglangia, Octillaenus, Ordosaspis, Parillaenus, Platillaenus, Ptilillaenus, Quadratillaenus, Snajdria, Spinillaenus, Stenopareia, Trigoncekovia, Ulugtella, Vysocania, Wuchuanella, Zbirovia, Zdicella, Zetillaenus

#### Panderiidae
Hemibarrandia, Ottenbyaspis, Panderia, Pogrebovites

#### Styginidae
Alceste, Altaepeltis, Amphoriops, Ancyropyge, Andegavia, Arctipeltis, Australoscutellum, Avascutellum, Bojoscutellum, Boreoscutellum, Breviscutellum, Bronteopsis, Brontocephalina, Brontocephalus, Bubupeltina, Bumastella, Bumastus, Calycoscutellum, Cavetia, Cekovia, Chichikaspis, Chugaevia, Ciliscutellum, Cornuscutellum, Craigheadia, Cybantyx, Decoroscutellum, Delgadoa, Dentaloscutellum, Dulanaspis, Ekwanoscutellum, Eobronteus, Eokosovopeltis, Eoscutellum, Exastipyx, Excetra, Failleana, Flexiscutellum, Goldillaenoides, Goldillaenus, Hallanta, Hidascutellum, Illaenoides, Illaenoscutellum, Izarnia, Japonoscutellum, Kirkdomina, Kobayashipeltis, Kolihapeltis, Kosovopeltis, Kotysopeltis, Lamproscutellum, Leioscutellum, Ligiscus, Liolalax, Litotix, Meitanillaenus, Meridioscutellum, Meroperix, Metascutellum, Microscutellum, Mulciberaspis, Neoscutellum, Octobronteus, Opoa, Ottoaspis, Paracybantyx, Paralejurus, Paraphillipsinella, Perischoclonus, Phillipsinella, Planiscutellum, Platyscutellum, Poroscutellum, Protobronteus, Protostygina, Pseudoeobronteus, Pseudostygina, Quyuania, Radioscutellum, Raymondaspis, Rhaxeros, Sangzhiscutellum, Scabriscutellum, Scutellum, Septimopeltis, Spiniscutellum, Stygina, Styginella, Tenuipeltis, Thaleops, Theamataspis, Thomastus, Thysanopeltella, Thysanopeltis, Tosacephalus, Turgicephalus, Unicapeltis, Uraloscutellum, Waisfeldaspis, Weberopeltis, Xyoeax

#### Tsinaniidae
Blandiaspis, Dictyella, Esseigania, Guluheia, Jiwangshania, Leiaspis, Lonchopygella, Paradictyites, Shergoldia, Taipaikia, Tsinania, Zhujia

### Leiostegiina

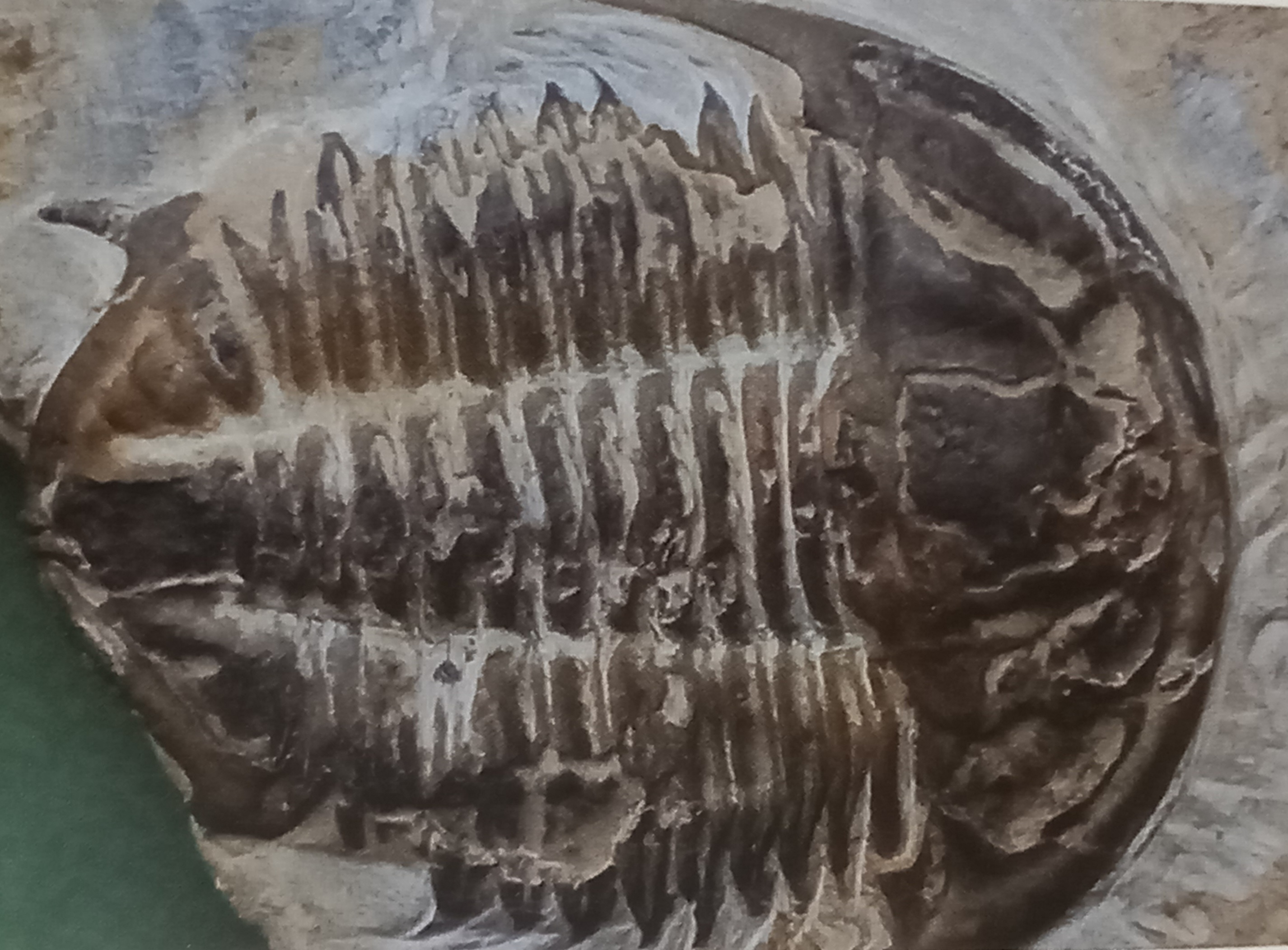
Kambrischer Vertreter der Gattung Prochuangia, aus der Unterordnung Leiostegiina. Gefunden in der Darnjal Formation, Tabas, Iran.

#### Cheilocephalidae
Aksayaspis, Cheilocephalus, Emsurella, Lecanoaspis, Macelloura, Oligometopus, Parakoldinia, Pseudokingstonia, Pseudokoldinia

#### Illaenuridae
Ambonolium, Illaenurus, Lecanopyge, Minicephalus, Olenekella, Platydiamesus, Polyariella, Rasettaspis, Rasettia, Resseraspis, Tatonaspis, Yurakia

#### Kaolishaniidae
Anhuiaspis, Ceronocare, Donggouia, Eokaolishania, Eoniansuyia, Eotingocephalus, Hapsidocare, Hemikaolishania, Kabutocrania, Kaolishania, Kaolishaniella, Liaotropis, Mansuyia, Mansuyites, Mimana, Palacorona, Palemansuyia, Parakaolishania, Pararnansuyella, Peichiashania, Prolloydia, Shidiania, Taianocephalus, Tangjiaella, Tingocephalus, Tugurelluin, Wayaonia

#### Leiostegiidae
Aedotes, Aethochuangia, Agerina, Alloleiostegium, Ampullatocephalina, Annamitella, Aspidochuangia, Baoshanaspis, Brackebuschia, Cholopilus, Chosenia, Chuangia, Chuangiella, Chuangina, Chuangioides, Chuangiopsis, Chuangites, Constrictella, Eochuangia, Euleiostegium, Evansaspis, Gonicheirurus, Iranaspis, Iranochuangia, Jinanaspis, Kepisis, Leiostegium, Leptochuangia, Linguchuangia, Lloydia, Madaoyuites, Manitouella, Marcouella, Meropalla, Paraaojia, Paraleiostegium, Paraonychopyge, Paraszechuanella, Perischodory, Plethopeltella, Pseudocalymene, Pseudoleiostegium, Reubenella, Sailoma, Shanchengziella, Sobovaspis, Szechuanella, Tinaspis, Xinhuangaspis, Yaopuia, Yarmakaspis, Yinjiangia, Prochuangia

#### Ordosiidae
Delinghaspis, Kontrastina, Nidanshania, Ordosia, Paralevisia, Plesioinouyella, Poshania, Pseudotaitzuia, Taitzuia, Taitzuina, Tylotaitzuia, Wanshania, Xundiania

#### Pagodiidae
Arcifimbria, Bienella, Datsonia, Girandia, Idamea, Lichengaspis, Lotosoides, Oreadella, Pagodia, Pagodioides, Phoreotropis, Prochuangia, Ptychopleurites, Sagitaspis, Sagitoides, Seletoides, Wittekindtia

#### Shirakiellidae
Neoshirakiella, Pseudotaishania, Shirakiella, Yantaiella

## Forschungsgeschichte
Der Beginn der Erforschung der Ordnung Corynexochida reicht mindestens bis in das Jahr 1935 zurück, in welchem sie erstmalig durch Teiichi Kobayashi benannt wurde. Der japanische Geologe und Paläontologe erforschte in dieser Zeit die kambrischen bis ordovizischen Formationen und dazugehörigen Faunen im südlichen Chosen, Korea. Den Corynexochida wurde im Rahmen dieser Erforschungen eine Existenz zwischen während des unteren Kambrium zugeschrieben. Im Jahr 1990 ordnete Fortey die Unterordnung Leiostegiina der Ordnung Corynexochida zu. Infolgedessen, erweiterte sich die Spanne des Lebenszeitraums bis in das Ordovizium. Im Jahr 2003 erfolgte durch Lee und Chatterton eine weitere Zuordnung einer Unterordnung. Durch die Aufnahme der Illaenina als Unterordnung der Corynexochida, wurde die Lebensspanne erneut erweitert und beläuft sich bis heute auf den Zeitraum zwischen dem unteren Kambrium und dem späten Devon. Ebenfalls wurde, bis ins Jahr 2003, die Ordnung der Corynexochida durch verschiedene Forschende in ihren Berichten und Veröffentlichungen benannt, konnte jedoch nicht bewiesen einer Klasse zugeordnet werden. Erst im Jahr 2011 konnte die Zuordnung der Corynexochida zu den Trilobiten, durch J. M. Adrain, bewiesen erfolgen.